# Ouratea darienensis
Ouratea darienensis är en tvåhjärtbladig växtart som beskrevs av C. Whitefoord. Ouratea darienensis ingår i släktet Ouratea och familjen Ochnaceae. Inga underarter finns listade i Catalogue of Life.